# Holiday (песня Мадонны)
«Holiday» — песня американской певицы Мадонны из её дебютного альбома. Она была выпущена 7 сентября 1983 года лейблом Sire Records в качестве третьего сингла из альбома. В 1987 году песня была включена в альбом ремиксов You Can Dance, а в 1990 году в сборник лучших хитов Мадонны The Immaculate Collection. В 2009 году оригинальная версия песни вошла в сборник лучших хитов Celebration.
Трек, авторами которого были Кёртис Хадсон и Лиза Стивенс из группы Pure Energy, был предложен Мадонне Джоном Бенитесом, являвшимся продюсером сингла, когда она искала новую композицию для своего дебютного альбома. После того как Мадонна приняла предложение, она и Бенитес вместе поработали над песней и изменили её композицию, включив в неё соло на пианино, которое исполнил их коллега Фред Зарр.
Музыкальный аккомпанемент «Holiday» состоит из гитар, электронных хлопков, ковбелла и ряда аранжировок синтезаторов, в то время как текст песни рассказывает о всеобщем чувстве — празднике. Восхваляемая критиками, песня стала первым известным синглом Мадонны, который вошёл в лучшую 20-ку чарта Billboard Hot 100, а также возглавил танцевальный чарт. Композиция получила большой успех войдя в лучшую десятку и топ 40 многих европейских стран.
Мадонна исполнила «Holiday» во многих своих турах — последний из них Rebel Heart Tour в 2015 году. Песня исполнялась в основном на бис или включалась в туры в качестве заключительной. Различные выступления с песней вошли в видео-записи туров Мадонны. На трек было записано множество кавер-версий от различных артистов. Сингл также стал саундтреком к сериалу «Уилл и Грейс».
В Великобритании «Holiday» была выпущена в качестве сингла три раза. В январе 1984 года сингл поднялся до шестой строчки; в августе 1985 года вышло его переиздание, которое достигло второй позиции (в это же время сингл «Into the Groove» занимал первое место). Композиция была переиздана в 1991 году с новой обложкой в поддержку сборника The Immaculate Collection и лимитированного EP издания The Holiday Collection, в который были включены треки не вошедшие в основное издание. Эта версия сингла достигла пятой строчки. Несмотря на то, что среди других хитов Мадонны композиция «Holiday» обладала не самыми лучшими показателями в чартах, она стала одной из самых знаменитых песен певицы в англоязычном мире.

## История создания
В 1983 году Мадонна начала записывать свой одноимённый дебютный альбом с продюсером лейбла Warner Bros. Records Регги Лукасом, после того как её первый сингл «Everybody» стал хитом и лейбл Sire Records дал своё согласие на запись. Однако у неё было недостаточно материала для написания полноценного альбома. Лукас внёс в проект две новые песни, а Джон Бенитес, диджей в клубе Funhouse Disco, был приглашён, чтобы сделать на них ремиксы. Тем временем, из-за конфликта интересов, соавтор песни «Everybody» Стивен Брей продал композицию «Ain’t No Big Deal» другому лейблу, тем самым сделав её недоступной для проекта Мадонны.
Именно Бенитес был тем, кто открыл новую песню, написанную участниками поп-группы Pure Energy Кёртисом Хадсоном и Лизой Стивенс. Изначально композиция, названная «Holiday», была написана для группы The Supremes, однако Филлис Хаймэн и Мэри Уилсон приняли решение отказаться от неё. Бенитес и Мадонна отправили демоверсию песни их общему другу Фреду Зарру, который приукрасил её аранжировками и своим волшебным владением синтезатором. После наложения на музыку вокала Мадонны, до окончания срока записи в апреле 1983 года, Бенитес провёл над треком четыре дня, пытаясь изменить его коммерческую привлекательность. Перед тем как работа была завершена окончательно, Мадонна и Бенитес встретились с Зарром в студии Sigma Sound Studios на Манхэттене, где Зарр добавил в конец песни ныне известное соло на пианино.
Сначала было решено, что в качестве сингла будет выпущена песня «Lucky Star», однако решение было изменено в пользу «Holiday», которая позже стала танцевальным хитом в США. Мадонна не была изображена на первоначальной обложке сингла, поскольку Sire Records не хотел, чтобы люди узнали, что она не R&B певица. Вместо Мадонны был изображён паровоз на вокзале. Коммерческая версия сингла была выпущена 7 сентября 1983 года. Позже на «Holiday» были сделаны даб и грув (музыка) ремиксы, которые в 1987 году вошли в сборник ремиксов You Can Dance.
Песня также вошла в первый сборник лучших хитов Мадонны The Immaculate Collection, в оригинальном и урезанном варианте.
В 2005 году во время интервью на CBS News, Мадонна подтвердила, что среди прочих песен, «Holiday» была её любимой.
В Великобритании «Holiday» была выпущена в качестве сингла три раза. В январе 1984 года сингл достиг шестой строчки; в августе 1985 года вышло его переиздание, которое достигло второй позиции (в это же время сингл «Into the Groove» занимал первое место). В 1991 году сингл был переиздан с новой обложкой в поддержку сборника The Immaculate Collection и лимитированного EP издания The Holiday Collection, в который были включены треки не вошедшие в основное издание.
Эта версия «Holiday» достигла пятой строчки. Несмотря на то, что песня была выпущена для продвижения сборника хитов, в лимитированное издание не была включена короткая ремикс-версия трека, вместо неё в сборник вошла основная версия из альбома Madonna.
В качестве обложки сингла 1991 года, была использована фотография Стивена Майзела. Ранее, в феврале того же года, фотография была изображена на обложке журнала Vogue Италия.

## Композиция
С музыкальной точки зрения, «Holiday» написана в стандартном размере такта с умеренным темпом 116 ударов в минуту.
Песня написана в ключе ре мажор, длительностью 6:08 минуты, а вокал Мадонны находится в диапазоне нот от B3 до C♯5. Песня состоит из последовательности аккордов: G-A-A-Bm в первой строчке, когда Мадонна поёт «Holiday!» и изменяется до G-A-F♯m-G во второй строчке, когда Мадонна поёт «Celebrate!». Четырёхтактная последовательность состоит из гитар, электронных хлопков, ковбелла, на котором играет Мадонна и ряда аранжировок синтезаторов. Припев выполнен из повторяющейся последовательности слов. К концу песни её аранжировка изменяется — добавляется соло на пианино. Текст песни рассказывает о всеобщем чувстве, что каждому необходим праздник.

## Восприятие

### Отзывы критиков
Рикки Руксби в своей книге The Complete Guide to Her Music отмечал, что «„Holiday“ была также заразительна, как чума. Одно прослушивание, и вы больше не можете выбросить её из головы». Джим Фарбер из Entertainment Weekly говорил, что «Holiday» радовала музыкальный слух по обе стороны Атлантики.
Рассматривая альбом The Immaculate Collection, Дэвид Браун из Entertainment Weekly комментировал, что «Holiday» была «привлекательной, танцевальной и ритмичной песенкой». Он также похвалил то, что она была выполнена на профессиональном уровне.
Мэри Кросс в своей биографической книге о Мадонне описывает «Holiday» как «простую, свежую песню с хорошим настроением». Сэл Синкуемани из Slant Magazine описал песню как весёлую и легкую.
Стивен Томас Эрлевайн из Allmusic назвал песню «искромётной», а также одной из лучших песен в альбоме Madonna.
Рассматривая альбом The Immaculate Collection, Эрлевайн назвал песню одним из величайших хитов Мадонны.
Билл Ламб из About.com описал «Holiday» вместе с песнями «Lucky Star» и «Borderline», как «новейший данс-поп».
Дон Шеви из Rolling Stone комментировал, что простой текст песни кажется очень талантливым.

### Коммерческий успех
Сингл «Holiday» был выпущен 7 сентября 1983 года и стал первым известным хитом Мадонны, который находился в чартах начиная от Дня благодарения и до Рождества. 29 октября 1983 года сингл стал первой песней Мадонны, вошедшей в чарт Billboard Hot 100, дебютировав с 88-й строчки. 28 января 1984 года сингл достиг наивысшей для него 16-й позиции, продержавшись в чарте 21 неделю.
2 ноября 1983 года сингл дебютировал с 8-й строчки в чарте Hot Dance Club Songs и стал первой песней Мадонны достигшей в этом чарте первого места, удерживаясь в этой позиции в течение пяти недель. Также сингл вошёл в чарт Hot R&B/Hip-Hop Songs и достиг 25-й строчки, продержавшись в нём в общей сложности 20 недель.
Релиз состоялся совместно с песней «Lucky Star» на второй стороне сингла.
21 января 1984 года песня дебютировала с 48-й строчки в канадском чарте RPM Singles Chart и поднялась до 39-й позиции.
В марте 1984 года «Holiday» вновь вернулась в чарт с 45-й строчки и к апрелю того же года достигла 32-й позиции.
Всего песня находилась в чарте 12 недель.
В Великобритании «Holiday» была выпущена в 1984 году, откуда попала в чарт UK Singles Chart и достигла в нём 6-го места, продержавшись 11 недель. Однако переиздание сингла в 1985 году, с песней «Think of Me» на стороне «Б», помогло «Holiday» вернуться в чарт под номером 32 и достигнуть на этот раз второй строчки. В это же время первое место удерживала композиция Мадонны «Into the Groove». Переизданная песня «Holiday» продержалась в чарте 10 недель.
Переиздание сингла 1991 года, дало возможность достигнуть песне 5-го места в чарте. В августе 1985 года композиция была награждена золотым сертификатом Британской ассоциацией производителей фонограмм (BPI).
Согласно The Official Charts Company, всего было продано 770 000 копий песни.
В Европе песня вошла в первую десятку хит-парадов таких стран как Бельгия, Нидерланды, Германия и Ирландия, в то время как во Франции, Италии, Швеции и Швейцарии она вошла в топ 40. В Австралии песня попала в лучшую пятерку хитов. В чарте Новой Зеландии песня дебютировала с 37-й позиции, став первым синглом Мадонны в этой стране.
«Holiday» достигла в этом чарте седьмого места.

## Живое исполнение

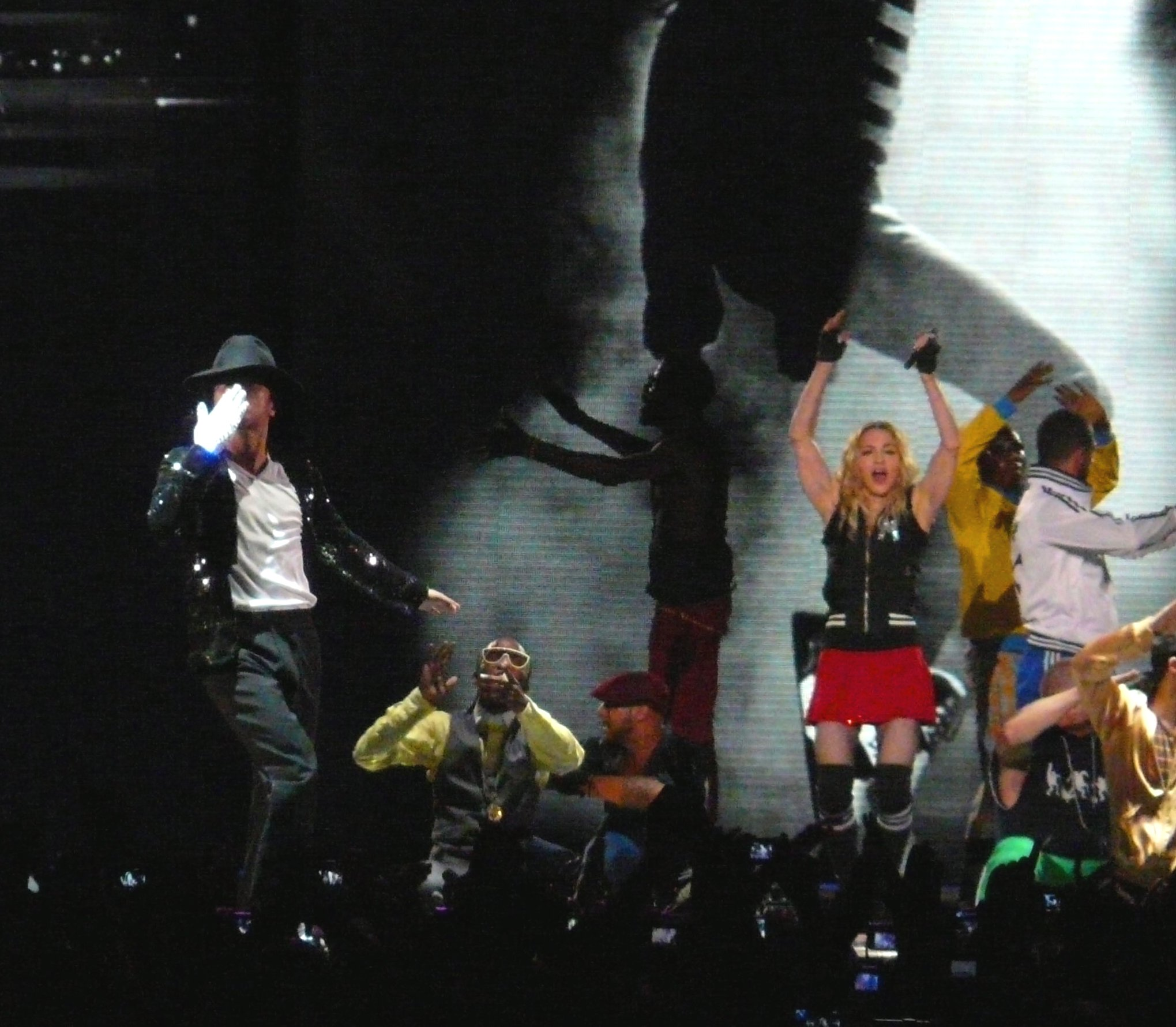
Трибьют Майклу Джексону во время исполнения «Holiday» на шоу Sticky & Sweet Tour в 2009 году.

Мадонна исполняла «Holiday» почти во всех своих турах, а именно: The Virgin Tour, Who’s That Girl, Blond Ambition, The Girlie Show, Drowned World Tour, Re-Invention, Sticky & Sweet Tour, The MDNA Tour,Rebel Heart Tour и Madonna: Tears of a Clown. В 1984 году Мадонна выступила с песней на американском музыкальном шоу Дика Кларка American Bandstand. Затем она добавила её в качестве второй песни в сет-лист тура The Virgin Tour в 1985 году. В июле того же года Мадонна исполнила песню на благотворительном концерте Live Aid в Филадельфии.
Во время тура Who’s That Girl World Tour в 1987 году, Мадонна выступила с энергичной версией «Holiday» в качестве заключительной композиции, таким образом показывая всю праздничную и позитивную атмосферу песни. Она дважды спела последний припев, затем, на некоторых концертах, попросила у зала расчёску, чтобы поправить причёску и закончила выступление. За время тура было записано два концерта: Ciao Italia: Live from Italy, снятый 4 сентября 1987 года на Олимпийском стадионе в Турине (Италия) и Who’s That Girl: Live in Japan, снятый 22 июня 1987 года на стадионе Korakuen Stadium в Токио (Япония).
Во время тура Blond Ambition World Tour в 1990 году, Мадонна сказала: «Я хотела добавить какую-нибудь старую песню, чтобы повеселиться и мне показалось, что „Holiday“ будет идеальным решением, потому что она всеми любима. К тому же — это одна из выдающихся старых песен, которые были записаны мной, и я по прежнему могу её петь и не чувствовать, что переросла её». Во время выступления на бис Мадонна вышла на сцену в блузе в горошек и белых брюках с воланами внизу, а волосы были собраны в конский хвост. Костюм был разработан, по аналогии платья из фильма «Моя прекрасная леди», Жан-Полем Готье. Три различных концерта легли в основу таких видео как Blond Ambition World Tour Live, Blond Ambition: Japan Tour 90 и документального кинофильма Truth or Dare, известного также как «В постели с Мадонной». Выступление включённое в документальный фильм было использовано в рекламном ролике для его раскрутки. Выступление «Holiday» было номинировано на премию MTV Video Music Awards 1992 в четырёх номинациях: «Лучшее женское видео», «Лучшее танцевальное видео», «Лучшая хореография» и «Лучшая операторская работа», но ни в одной из них не одержало победы.
В 1993 году во время тура The Girlie Show, исполнялся альтернативный вариант «Holiday», предпоследним в сет-листе. Выступление было выполнено в военной тематике на середине которого Мадонна остановила песню и провела строевую подготовку с танцорами и залом. В Пуэрто-Рико выступление вызвало бурную реакцию, когда Мадонна во время паузы протирала между ног национальным пуэрто-риканским флагом.
В 2001 году на концерте Drowned World Tour Мадонна была одета в шубу, бархатистую мягкую фетровую шляпу и футболку от Dolce & Gabbana с серебряными надписями «Mother» спереди и «F*cker» сзади, что демонстрировало её в образе девушки-гетто.

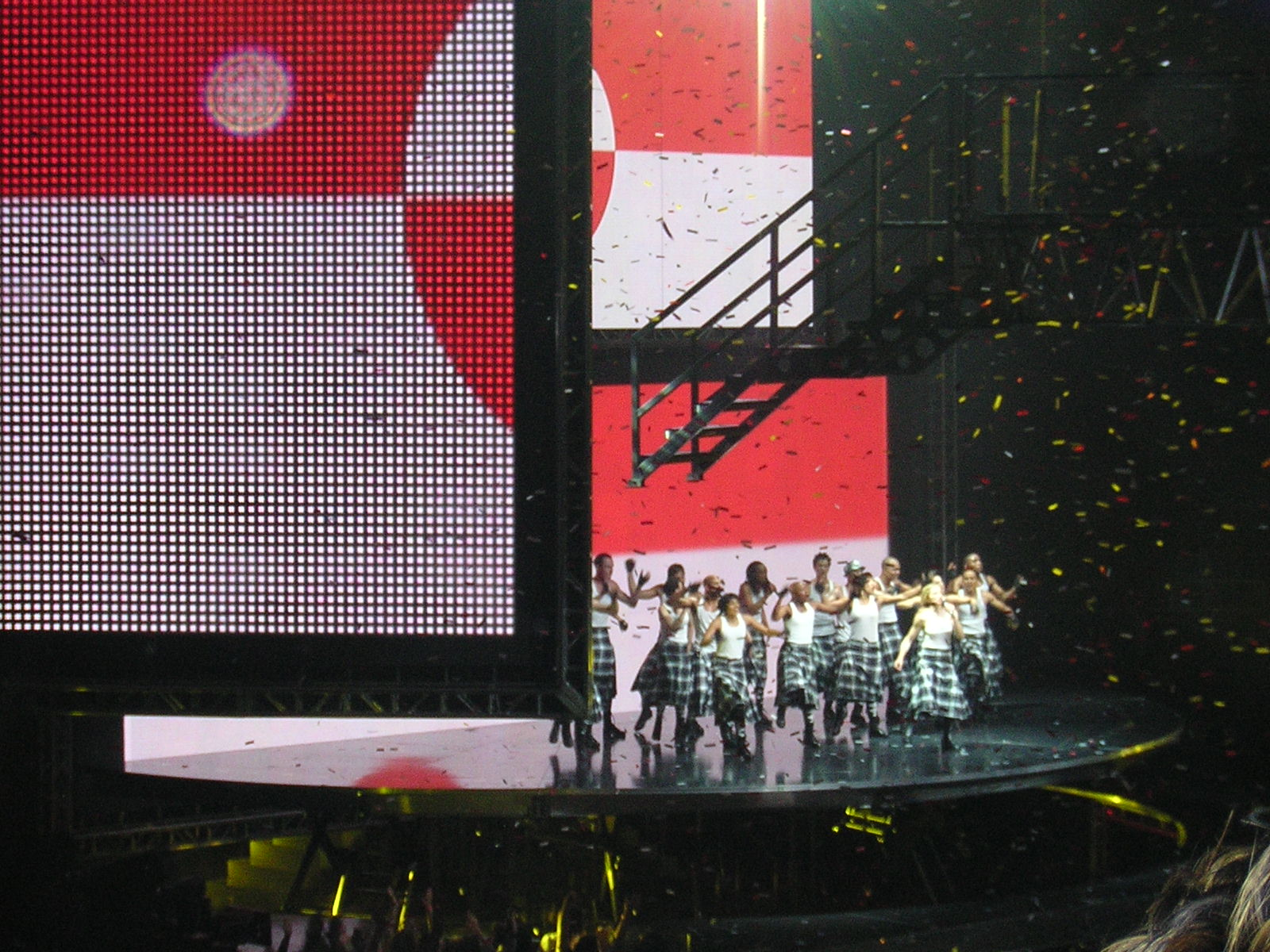
Мадонна и её танцоры исполняют «Holiday» во время шоу Re-Invention World Tour в 2004 году.

В мировом турне Re-Invention Tour в 2004 году «Holiday» исполнялась в финале. Песне придали этническое звучание — во время исполнения Мадонна и танцоры были одеты в шотландский килт.
Выступление начинается с танцев Мадонны и её труппы в центральной части сцены. Затем певица поднимается на передвижную дополнительную сцену, где продолжает петь, в то время как сверху падают конфетти. Это выступление было включено в концертный альбом и документальный фильм Мадонны I’m Going to Tell You a Secret. Стивен Томас Эрлевайн из Allmusic отметил, что «судя по этому выступлению, они вполне могли бы попасть под определение „евротрэш“, с вульгарной атмосферой ретро-дискотеки, как в случае с Confessions» (в котором песня не исполнялась, однако её фрагмент был использован в интерлюдии «Roller Dance Disco Inferno»).
В 2008 году во время тура Sticky and Sweet Tour Мадонна опрашивала зрителей, что спеть из старых хитов, и «Holiday» была одной из самых востребованных песен, а в 2009 году песня была добавлена в трек-лист тура и заменила собой песню «Heartbeat» из альбома Hard Candy. «Holiday» исполнялась как дань певцу Майклу Джексону, который скончался за неделю до начала второй части тура.
Когда Мадонна пела песню, на экране появился портрет молодого Джексона, а на сцену вышел актёр изображавший его и одетый в подобном стиле. Выступление актёра, в танцы которого были включены «лунная походка», вращения и ходьба по спирали, сопровождалось смесью некоторых песен Джексона, таких как «Billie Jean» и «Wanna Be Startin’ Somethin’».
В это время Мадонна подпрыгивая хлопала в ладоши у себя над головой, а на огромном экране появлялись фотографии молодого Джексона. После выступления актёра Мадонна сказала зрителям: «Давайте посвятим эту песню одному из величайших артистов, которых когда-либо знал мир»; зал начал аплодировать.
8 сентября 2012 года во время второго концерта, проходившего на стадионе Yankee Stadium (США) в рамках тура The MDNA Tour, Мадонна спела мини-версию «Holiday» после «Open Your Heart».
В 2015 и 2016 году была включена в Rebel Heart Tour и Madonna: Tears of a Clown соответственно в качестве заключительной композиции.

## Кавер-версии и использование в медиа
Британская синтипоп-группа Heaven 17 записала кавер-версию «Holiday» для сборника Virgin Voices Vol. 1: A Tribute To Madonna, выпущенный в 1999 году.
В 2002 году группа Mad’House записала клубную кавер-версию песни для своего альбома Absolutely Mad.
В 2007 году американская группа Girl Authority выпустили кавер для своего альбома Road Trip.
Французский певец и звезда фильмов для взрослых Квентин Элиас исполнил кавер-версию во время живого выступления.
В 1986 году нидерландский рэп-дуэт MC Miker G & DJ Sven выпустили сингл «Holiday Rap», в котором использовался семпл мелодии и припева песни Мадонны. Их песня имела коммерческий успех, достигнув первых мест в чартах таких стран как Франция, Нидерланды, Швейцария, и попав в десятку лучших в Австрии, Норвегии и Швеции.
Бейслайн песни был использован группой The Avalanches для их альбома Since I Left You, выпущенного в 2000 году. Семпл использовался в песнях «Stay Another Season» и «Little Journey».
Песня была переработана для комедийного телесериала «Уилл и Грейс» и в 2004 году стала его саундтреком под названием «He’s Hot». В песню были включены вокальные отрывки из оригинальной версии, исполненной Мадонной, а почти вся инструментальная часть песни «He’s Hot» состояла из семплов «Holiday».
Канадская молодёжная драма Degrassi: The Next Generation, известная тем, что каждая её серия называлась в честь какого-либо хита 80-х, носила название двух серий в честь «Holiday».
В 2006 году критики заметили сильное сходство между «Holiday» и синглом американской певицы Джессики Симпсон «A Public Affair».
Раскритикованная за неоригинальность, Симпсон прокомментировала в интервью MTV: «Я считаю, что люди готовы услышать что-то, что раньше делала Мадонна. Все мы время от времени должны это услышать. Моя песня не была сделана по образцу и я даже не собиралась этого делать, но Мадонна действительно вдохновляла меня и продолжает вдохновлять до сих пор».
В 2008 году «Holiday» была использована в видеоигре Karaoke Revolution Presents: American Idol Encore.
Певица Келис во время живых выступлений часто исполняла смесь собственного сингла «Milkshake» с «Holiday».
В 2003 году фрагмент песни был использован в фильме «Карапузы встречаются с Торнберри», когда семьи отправляются в морское путешествие.

## Список композиций
| №  | Название    | Длительность |
| -- | ----------- | ------------ |
| 1. | «Holiday»   | 3:50         |
| 2. | «I Know It» | 3:45         |

| №  | Название     | Длительность |
| -- | ------------ | ------------ |
| 1. | «Holiday»    | 3:50         |
| 2. | «Borderline» | 3:58         |

| №  | Название      | Длительность |
| -- | ------------- | ------------ |
| 1. | «Holiday»     | 3:50         |
| 2. | «Think of Me» | 4:53         |

| №  | Название    | Длительность |
| -- | ----------- | ------------ |
| 1. | «Holiday»   | 4:00         |
| 2. | «Everybody» | 4:02         |

| №  | Название                 | Длительность |
| -- | ------------------------ | ------------ |
| 1. | «Holiday» (LP edit)      | 4:07         |
| 2. | «True Blue» (LP version) | 4:16         |

| №  | Название     | Длительность |
| -- | ------------ | ------------ |
| 1. | «Holiday»    | 6:08         |
| 2. | «Lucky Star» | 5:30         |

| №  | Название      | Длительность |
| -- | ------------- | ------------ |
| 1. | «Holiday»     | 6:08         |
| 2. | «Think of Me» | 4:53         |

| №  | Название               | Длительность |
| -- | ---------------------- | ------------ |
| 1. | «Holiday»              | 6:08         |
| 2. | «Holiday» (7" version) | 3:50         |
| 3. | «I Know It»            | 3:45         |

| №  | Название    | Длительность |
| -- | ----------- | ------------ |
| 1. | «Holiday»   | 6:08         |
| 2. | «True Blue» | 4:16         |

| №  | Название                    | Длительность |
| -- | --------------------------- | ------------ |
| 1. | «Holiday»                   | 6:08         |
| 2. | «Where’s the Party» (Remix) | 4:16         |
| 3. | «Everybody» (Remix)         | 4:57         |

| №  | Название    | Длительность |
| -- | ----------- | ------------ |
| 1. | «Holiday»   | 6:08         |
| 2. | «Everybody» | 5:57         |

| №  | Название                                         | Длительность |
| -- | ------------------------------------------------ | ------------ |
| 1. | «Holiday»                                        | 6:08         |
| 2. | «True Blue»                                      | 4:16         |
| 3. | «Who’s That Girl»                                | 3:58         |
| 4. | «Causing a Commotion» (Silver Screen Single Mix) | 4:00         |

## Участники записи
Состав участников взят из буклета к альбому:
- Мадонна — вокал, ковбелл;
- Кёртис Хадсон — автор песни, гитары;
- Лиза Стивенс — автор песни;
- Джон «Jellybean» Бенитес — продюсер;
- Фред Зарр[англ.] — драм программирование, басы, синтезатор, акустическое пианино;
- Рэймонд Хадсон — басы[англ.];
- Башири Джонсон — ударные;
- Тина Б. — бэк-вокал;
- Норма Джин Райт — бэк-вокал.

## Чарты и сертификации
| Чарты (1983-1984)                 | Высшая позиция |
| --------------------------------- | -------------- |
| Kent Music Report                 | 4              |
| VRT Top 30                        | 8              |
| RPM Singles Chart                 | 32             |
| SNEP                              | 37             |
| Media Control Charts              | 9              |
| IRMA                              | 2              |
| FIMI                              | 22             |
| Dutch Top 40                      | 7              |
| RIANZ                             | 7              |
| Sverigetopplistan                 | 20             |
| Swiss Music Charts                | 18             |
| UK Singles Chart                  | 2              |
| Billboard Hot 100                 | 16             |
| Hot Dance Club Songs (Billboard)  | 1              |
| Hot R&B/Hip-Hop Songs (Billboard) | 25             |

| Хит-парад (1984)             | Позиция |
| ---------------------------- | ------- |
| Великобритания (Gallup Poll) | 68      |
| Billboard Hot 100            | 79      |

| Страна | Статус  |
| ------ | ------- |
| BPI    | Золотой |

Примечание:
- В чарте Великобритании показана позиция переизданного сингла в августе 1985 года, достигшего второй строчки. Первоначально сингл достиг шестого места в 1984 году, а также в 1991 году пятого места.